# Clemastina
La  Clemastina è un principio attivo, un antistaminico solitamente utilizzato per contrastare reazioni allergiche. 

## Indicazioni
Indicato in caso di orticaria, rinite allergica.

## Controindicazioni
Da utilizzare con attenzione in caso di insufficienza epatica, può diminuire gli effetti degli oppiacei.

## Effetti indesiderati
Fra gli effetti indesiderati si riscontra sonnolenza e cefalea.